# Ratko Kovačić
Ratko Kovačić - hrvatski paraolimpijac 2000. i 2004., predsjednik Hrvatskoga paraolimpijskoga odbora te bivši predsjednik Europskoga paraolimpijskoga odbora
Rođen je u Bjelovaru. Diplomirao je na Ekonomskom fakultetu u Zagrebu 1980. godine. Predstavljao je Hrvatsku na Paraolimpijskim igrama 2000. i 2004. u stolnom tenisu. Dugovječni je predsjednik Hrvatskoga paraolimpijskoga odbora od 1997. godine do danas. Predsjednik je skijaškoga kluba za osobe s invaliditetom „Sokol Bjelovar“.
Bio je predsjednik Europskoga paraolimpijskoga odbora od 2017. do 2021. godine.
Dobitnik je državne nagrade za sport „Franjo Bučar” 2017. godine.